# Doxocopa maja
Doxocopa maja är en fjärilsart som beskrevs av Fabricius 1781. Doxocopa maja ingår i släktet Doxocopa och familjen praktfjärilar. Inga underarter finns listade i Catalogue of Life.